# Gebandeerde composietenboorvlieg
De gebandeerde composietenboorvlieg (Chaetostomella cylindrica) is een vliegensoort uit de familie van de boorvliegen (Tephritidae). De wetenschappelijke naam van de soort is voor het eerst geldig gepubliceerd in 1830 door Robineau-Desvoidy.